# Нинбург, Евгений Александрович
Евге́ний Алекса́ндрович Ни́нбург (13 июня 1938 — 13 сентября 2006) — зоолог, эколог, педагог. Создатель и первый руководитель старейшего в России юношеского научно-образовательного объединения — Лаборатории Экологии морского Бентоса (ЛЭМБ) Архивная копия от 20 октября 2013 на Wayback Machine, более 40 лет работающей на Белом море.

## Биография
Окончил ЛГУ, Биологический факультет (1962). Руководитель и педагог зоологического кружка (с 1968 г. — ЛЭМБ) в Зоологическом Институте АН (1962—1968), в физико-математической школе-интернате № 45 при ЛГУ (1968—1976), в натуралистическом отделе Дворца пионеров Кировского района Ленинграда (1976—1992), в отделе биологии Санкт-Петербургского городского Дворца творчества юных (1992—2006). Преподавал биологию в ряде школ Ленинграда (Санкт-Петербурга), в том числе в Академической гимназии Санкт-Петербургского государственного университета и «Лаборатории непрерывного математического образования».
Сфера научных интересов — гидробиология, экология. Структура и динамика бентосных биоценозов Белого моря.
С 1964 по 2006 гг. ежегодно организовывал и проводил юннатские научно-исследовательские экспедиции на Белое море в Кандалакшский заповедник, Архивная копия от 6 октября 2014 на Wayback Machine с 1983 по 2000 гг. также экспедиции в Соловецкий музей-заповедник (всего более 70 экспедиций). В беломорских экспедициях под руководством Е. А. Нинбурга участвовало более 500 чел., более 150 из них стали биологами (в том числе 5 докторов наук, около 30 кандидатов). По итогам этих экспедиций опубликовано более 40 научных работ по Белому морю. Выпускники ЛЭМБ преподают в 15 ВУЗах страны. Автор более 50 научных, научно-популярных и методических публикаций. Педагог высшей категории. Соросовский учитель. Был награждён знаком губернатора Санкт-Петербурга «За гуманизацию школы».
После смерти его прах был развеян на берегу Белого моря неподалёку от острова Ряжков в Кандалакшском заповеднике.

## Список публикаций
1. Козлов М., Нинбург Е. Восьминогие водолазы // Наука и жизнь. 1963. № 2. с. 140—141.
2. Нинбург Е. А. Морской гребешок. (советы домохозяйкам) // Вечерний Ленинград. 1963. № 4. с.4.
3. Козлов М., Нинбург Е. Крохотные враги больших разбойников // Наука и жизнь. 1963. № 9. С. 86-88.
4. Нинбург Е., Егорова Э. Экспедиция юных зоологов // Кандалакшский коммунист. 1964. № 114 (5235). 23 сентября 1964. стр. 4.
5. Нинбург Е. А. Животные-воры // Костер. 1964. № 9. 1964. с. 61.
6. Нинбург Е. А. Зачем жуку усы? // Костер. 1964. № 7. с. 43.
7. Нинбург Е. А. Полезные паразиты // Костер. 1964. № 8. с. 51.
8. Нинбург Е. А. Разговаривают ли муравьи? // Костер. 1964. № 5. с.158.
9. Нинбург Е. А. Самые крупные лесные жуки… // Костер. 1964. № 6. с. 61.
10. Нинбург Е. А., Егорова Э. Н. Экспедиция юных зоологов // Кандалакшский коммунист. 1964. № 23. с.4.
11. Козлов М., Нинбург Е. Живi барометри // Наука и суспильство. 1965. № 10. с. 44.
12. Нинбург Е. Почему не улетели скворцы? // Ленинские искры. 1965. № 12. с.2.
13. Нинбург Е. Что вы знаете о «конском волосе»? // Ленинские искры. 1965. (июнь) с.2
14. Нинбург Е. По дну — без акваланга // Наука и жизнь. 1965. № 8. С. 156—159.
15. Нинбург Е. А. Море живёт подо льдом // Кандалакшский коммунист. 1966. № 13. с. 2.
16. Нинбург Е. Итания // Наука и жизнь.1967. № 8.
17. Нинбург Е. А. Ложка дегтя // Ленинские искры. 1968. № 20. с.2.
18. Нинбург Е. А. Миллион, неизвестный науке // Ленинские искры. 1968. № 63. с. 2-3.
19. Козлов М. А., Нинбург Е. А. Ваша коллекция. Изд. Просвещение 2. М. 1971. 159 с.
20. Нинбург Е. А. Кругосветная странница // Наука и жизнь. 1971. № 3. c. 126—128.
21. Нинбург Е. А. К экологии гидроидных полипов Monobrachium parazitum Mereschkowsky и Perigonimus yoldia-arcticae Berula Кандалакшского залива // Труды КГЗ. 1975. вып. 9. с. 228—234.
22. Нинбург Е. А., Биркан В. П., Гребельный С. Д., Иоффе Б. И. Материалы к изучению донной фауны района Северного архипелага Кандалакшского залива // Труды Кандалакшского государственного заповедника. 1975. Вып. 9. с. 206—227.
23. Нинбург Е. Экспедиция в губе Илистой // Кандалакшский коммунист. 1977. № 47 (7197). 17 апреля. стр.4.
24. Бойко Н. С., Бианки В. В., Нинбург Е. А., Шкляревич Г. А. Питание обыкновенной гаги Белого моря // Экология и морфология гаг в СССР. М. 1977. с. 126—170.
25. Нинбург Е. А. Выделение сообществ с помощью факторного анализа (метод главных компонент) // Вестник ЛГУ. 1979. N 21, вып. 4. с. 149—152.
26. Полищук Л. В., Левин Г. П., Нинбург Е. А., Аншуков С. В. Калорийность беломорских мидий (Mytilus edulis) и суточное потребление энергии обыкновенной гагой // Экология и морфология гаг в СССР. М. 1979. с. 190—193.
27. Козлов М. А., Нинбург Е. А. Юным зоологам. М. 1981. Просвещение. 160 с.
28. Александров Г. Н., Александров Д. А., Нинбург Е. А. О комплексном строении бентоса в поясе ламинарий // Повышение продукктивности и рациональное использование биологических ресурсов Белого моря. Материалы первого координационного совещания. 1982. с. 27 — 28.
29. Нинбург Е. Музей, созданный юннатами // Кировец. 1982. № 60 (8023). 31 марта. стр. 4.
30. Александров Д. А., Нинбург Е. А. Исследование бентоса мелководных губ Белого моря. Сообщества сублиторали Илистой губы. // Вестник ЛГУ. 1983. № 9. с. 18 — 26.
31. Наумов А. Д., Нинбург Е. А., Ростова Н. С. Изменчивость формы раковины Portlandia arctica (Mollusca, Bivalvia) из Белого моря // Зоологический журнал. 1983. т.62. с. 45 — 50.
32. Нинбург Е. А. Некоторые закономерности формирования донных биоценозов в мелководных губах Кандалакшского залива // Проблемы охраны природы в бассейне Белого моря. Мурманск. 1984. с. 114—121.
33. Гришанков А. В., Нинбург Е. А. Население штормовых выбросов побережья Белого моря и его особенности // Проблемы изучения, рационального использования и охраны природных ресурсов Белого моря. Архангельск. 1985. с. 103—105.
34. Козлов М. А., Нинбург Е. А. Как оформить зоологическую коллекцию // Биология в школе. 1985. № 3. с. 34-38.
35. Нинбург Е. А. Выделение бентосных сообществ с помощью факторного анализа (метод главных компонент) // Применение математических методов и ЭВМ в биологических исследованиях. Ленинград. 1985. Изд-во ЛГУ. с. 111—126.
36. Нинбург Е. А. Экологическая структура бентоса мелководных губ Белого моря // Конференция по проблемам биологических ресурсов Белого моря и их рационального использования. Архангельск. 1985. с. 151—153.
37. Нинбург Е. А., Е. А. Иванюшина, Д. А. Александров К биологии бокоплавов Corophium bonelli M. Edw. и Caprella linearis (L.) в Белом море // Вестн. ЛГУ. 1986. вып. 3. с. 111—113.
38. Нинбург Е. А., Шошина Е. В. Флора водорослей и их распределение в кутовой части Кандалакшского залива // Природа и хозяйство Севера. Мурманск. 1986. No 14. с. 60 — 66.
39. Карпович В. Н., Кудрявцева В. И., Куликова Е. Ф., Нинбург Е. А. Опыт привлечения студентов биологических вузов и школьников-юннатов к изучению природы севера в Кандалакшском заповеднике // Проблемы изучения и охраны природы Прибеломорья. Мурманск. 1987. c. 157—164.
40. Нинбург Е. А. Для самых маленьких. (Рецензия на книгу В. Н. Танасийчука «Экология в картинках») // Правда. 1990. № 130. с. 3.
41. Нинбург Е. А. Долгая губа: изоляция естественная и искусственная // Природа. 1990. № 7. c. 44 — 49.
42. Нинбург Е. А. Детский проект «Гринпис» // Нива. 1991. № 118. с.2.
43. Нинбург Е. А. Катастрофа, которой не было // Соловецкий вестник. 1992. № 4. с.3.
44. Гришанков А. В., Нинбург Е. А. Общая характеристика супралиторали // Белое море. Биологические ресурсы и проблемы их рационального использования. Часть I. Иссл. фауны морей. Спб.1995. 42 (50). с. 193—197.
45. Нинбург Е. А. О работах лаборатории экологии морского бентоса в Кандалакшском заливе // I Международный семинар Рациональное использование прибрежной зоны северных морей. Кандалакша. 1996. с. 69.
46. Нинбург Е. А. Опыт многолетних стационарных исследований бентосных сообществ // Матер. научн. конф. Беломорск. биол. станции МГУ имени М. В. Ломоносова, посвященной памяти Николая Андреевича Перцова. 17 — 18 августа 1996 года. М. 1996. с. 31 — 34.
47. Khaitov V., Ninbourg E., Poloskin A. Dolgaya bay — its present and future // BMB 15 and ECSA 27 symposium. Comparison of inclosed and semi-enclosed marine systems. Mariehamn. 1997. p. 48.
48. Гришанков А. В., Нинбург Е. А., Хайтов В. М., Яковис Е. Л. Бентос Соловецкого залива (Онежский залив Белого моря) и его особенности // Вестн. С.-Петерб. унив. 1997. вып. 1 (No 3). с. 3 — 11.
49. Нинбург Е. А. Тридцать лет работы Лаборатории экологии морского бентоса (гидробиологии). Санкт-Петербургского Дворца творчества юных на Белом море // Аничковский вестник. 1997. вып. 1. с. 5 — 8.
50. Нинбург Е. А. Бентосное население Долгой губы и условия её существования // Матер. II научн. конф. Беломорск. биол. ст. им. Н. А. Перцова МГУ им. М. В. Ломоносова. М. 1997. с. 52 — 54.
51. Нинбург Е. А. Внешкольное образование: от идеологического придатка к системе сверхбазового обучения // Аничковский вестник. 1997. вып. 1. с. 69-72.
52. Нинбург Е. А. Научные возможности экспедиций школьников // Матер. юбилейной научн. конф., посвященной 60-летию биол. станции имени Н. А. Перцова МГУ имени М. В. Ломоносова. 12 — 13 августа 1998 г. М. 1998. с. 70 — 72.
53. Нинбург Е. А. Технология научного исследования (методические рекомендации). СПб, 2000. 28 с.
54. Нинбург Е. А. Животные, о которых молчит учебник // Биология. 2000. № 30.
55. Нинбург Е. А. Не все медузы одинаково устроены // Биология. 2002. № 11.
56. Нинбург Е. А. Моя любовь — паразиты // Биология. 2002. № 26, 28
57. Нинбург Е. А. Введение в общую экологию. Изд. КМК. М. 2005. 138 с.
58. Нинбург Е. А. Что произошло на берегу около канала? // Нива. 2006. N35(1791). 8 сентября.